# 米哈烏·維尼亞爾斯基
米哈乌·維尼亚爾斯基（波蘭語：Michał Winiarski；1983年9月28日—）是一位波蘭排球運動員、教練員。他代表波蘭國家排球隊參賽，參加了2008年北京奧運會和2012年倫敦奧運會的比賽，並且也參加了2014年世界排球錦標賽。現時是德國國家男子排球隊的主教練。

## 外部連結
- Player profile在歐洲排球聯合會
- Player profile （页面存档备份，存于） at LegaVolley.it （義大利語）
- Player profile （页面存档备份，存于） at PlusLiga.pl （波蘭語）
- Player profile在国际奥林匹克委员会的资料
- Player profile在Olympedia的个人资料和比赛数据
- Coach profile在歐洲排球聯合會
- Coach/Player profile （页面存档备份，存于） at Volleybox.net